# Families for Freedom
Families for freedom (en arabe, عائلات من أجل الحرية ou Les familles pour la liberté) est une organisation fondée en 2017, composée de familles syriennes dont un membre est emprisonné ou a été victime de disparition forcée.
Selon Amnesty International, puisque la majorité des personnes victimes de disparition forcée sont des hommes, ce sont souvent des femmes, proches de disparus (épouses, mères, sœurs ou filles) qui, à travers le monde, s'organisent en associations pour demander des comptes et refuser d'abandonner des disparus, à l'instar de Families for Freedom. En Syrie, on estime qu'entre 200 000 et 300 000 personnes ont disparu entre 2011 et 2018, dont la grande majorité a été arrêté par le régime syrien, ce qui sous cette forme généralisée et systématique est considérée comme un crime contre l’humanité, et près de 2 000 disparus seraient détenus par des groupes armés d’opposition,.

## Historique
En 2014, plusieurs femmes et proches de personnes disparues se réunissent pour s'entraider et créent, en 2017, l'association Families for Freedom. Parmi les membres fondatrices : 
- Noura Ghazi, avocate défenseur des droits humains et femme du militant démocrate Bassel Khartabil[5], qui a été arrêté en 2012, qui a disparu complètement en 2015 et dont on a confirmé en 2017 qu’il avait été exécuté[2].
- Amina Khoulani[6], militante pacifiste de Daraya, dont le mari et 3 frères ont également été emprisonnés (Majed, Abdelsatar et Mohammad Khoulani sont morts à la prison de Saidnaya en 2013 mais le sort de 2 des frères n'a été connu qu'en 2018)[7]
- Fadwa Mahmoud[5],[8], épouse d'Abdel al-Aziz el-Kheir, dirigeant du parti communiste, arrêté par le régime et porté disparu, avec leur fils, depuis septembre 2012[9],[4]
- Bayan Shurbaji[10], sœur de Ma'an et Yahia Shurbaji[11], militants pacifistes morts dans les prisons du régime
- Farizah Jahjah, militante féministe, femme de Nasser Bandak, disparu dans les prisons du régime depuis 2012[1],[12]
- Hala al-Ghawi, chirurgienne, sans nouvelle de son frère cadet depuis son incarcération[12]
- Ghana Abou Mesto, activiste dont le mari a disparu en 2012[12].

Parmi les membres de l'organisation, plusieurs ont elles-mêmes été détenues et torturées, comme Amina Khoulani, qui reçoit le prix international de la femme de courage en 2020, emprisonnée 6 mois pour son activisme pacifique, ou Asmaa Saad Aldin, emprisonnée 15 mois pour avoir fait passer des médicaments dans la ville de Deraa, assiégée.
Des militants syriens dont des membres de la famille sont disparus dans les prisons syriennes rejoignent et militent au sein de Families for Freedom, comme Wafa Mustapha.
L'association est soutenue par 3 organisations syriennes : the Syria Campaign, Women Now for Development et Dawlaty.

## Objet de l'association
Rencontrer les gouvernements ne semble, selon Noura Ghazi, qui a « frappé à toutes les portes » depuis 7 ans, servir à rien pour pousser diplomatiquement à exiger et obtenir des informations sur les détenus politiques emprisonnés par le régime de Bachar el-Assad. L'objectif de Families for Freedom est de mener une campagne d'information et de sensibilisation du public pour demander le retour des personnes qui ont été soumises à une disparition forcée en Syrie, et que cette prise de conscience permette de faire pression sur les instances internationales pour que le sort des détenus soit connu. Les membres de l'association déclarent : 
« Des centaines de milliers de syriens sont détenus ou portés disparus, la majorité d’entre eux aux mains du régime. Ils sont nos fils et nos filles, nos frères et nos sœurs, nos époux et nos épouses, ils sont tous pacifiques. Nous nous positionnons contre la disparition forcée et la détention arbitraire perpétrées par le régime syrien ainsi que par toutes les parties du conflit. Notre mouvement ne prendra fin que lorsque le dernier des syriens sera retrouvé et libéré. Nous continuerons à étendre notre mouvement jusqu’à inclure chacune des familles syriennes comptant un membre détenu ou disparu, quelle que soit son appartenance religieuse, opinion politique ou origine ethnique. Nous avons été intimidés et sommés de ne pas nous exprimer. Mais, nous ne garderons pas le silence. ».
L'association organise, à bord d'un bus rouge londonien qui indique « Damas » comme terminus, une tournée à travers plusieurs villes d'Europe, à la rencontre de familles syriennes dont l'un des membres est emprisonné ou porté disparu, et à la rencontre du public.

## Revendications
Les revendications portées sont :
- la publication d'une liste de noms de tous les détenus, incluant le lieu et le statut de leur détention

- l'arrêt immédiat la torture et la maltraitance

- qu'en cas de décès d’un détenu, un certificat de décès ainsi qu’un rapport décrivant les circonstances et causes de la mort soit communiqués aux familles, ainsi que le corps du défunt ou des informations sur l’emplacement du corps du défunt

- que le gouvernement syrien autorise les organisations humanitaires internationales à délivrer des aides alimentaires et médicales, et qu’il autorise aussi l’accès des organisations internationales des droits humains aux centres de détention pour évaluer et garantir des conditions de détention conformes aux normes du droit international

- l’abolition des tribunaux d’exception, notamment la cour martiale et le tribunal antiterroriste, la garantie de procès justes tenus sous la supervision des Nations unies[18],[19].